# Geografía de Kiribati

Kiribati en el océano Pacífico

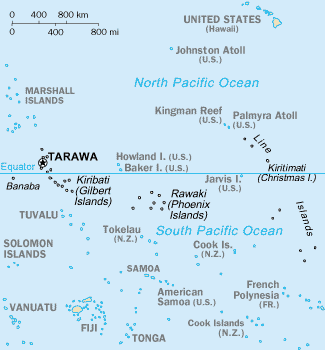
Mapa de Kiribati

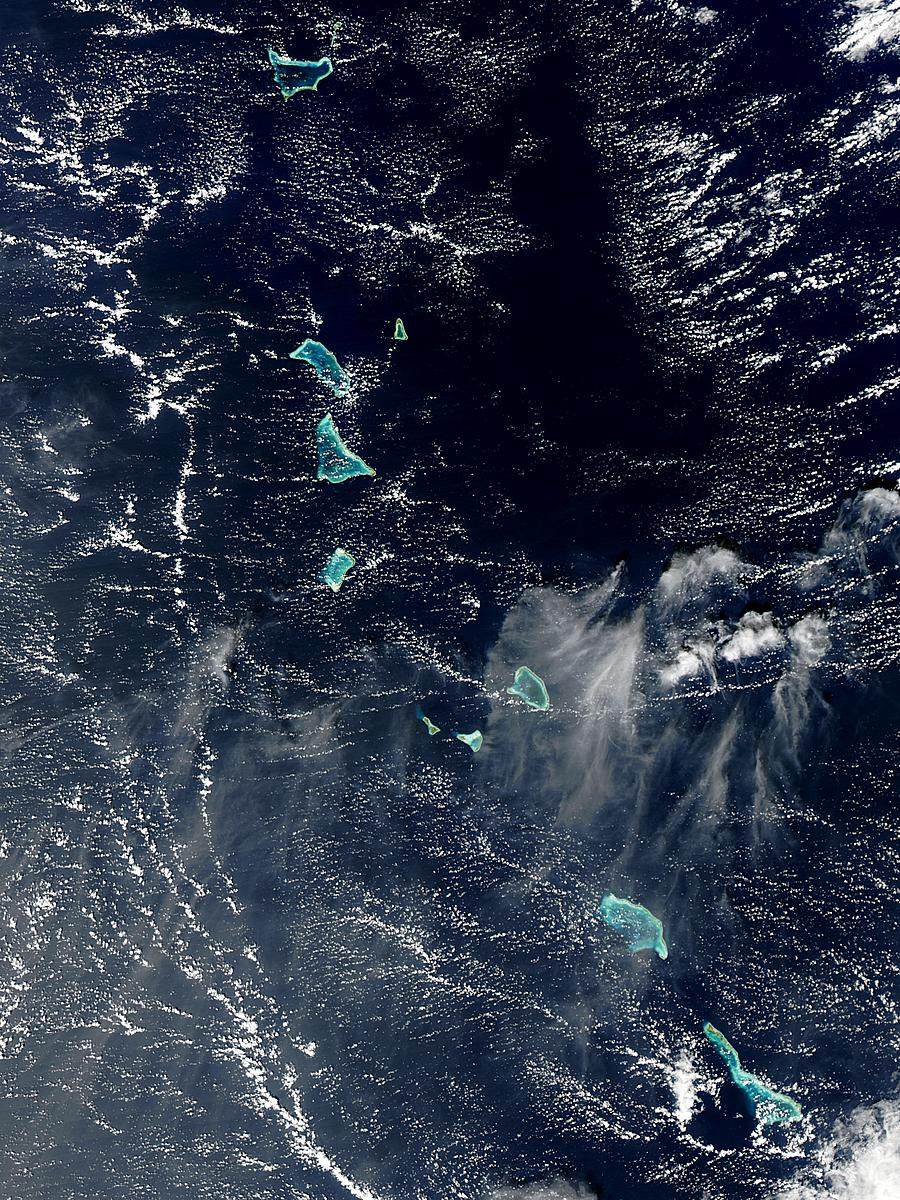
Islas Gilbert de Kiribati.

La geografía de la República de Kiribati consiste en 33 atolones dispersos por los cuatro hemisferios en los que se divide el planeta (norte, sur, oriental y occidental) en un espacio oceánico equivalente en superficie a la parte continental de los Estados Unidos. Las islas se encuentran aproximadamente a medio camino entre Hawái y Australia en la región de Micronesia en el océano Pacífico, a la altura del ecuador. Los tres principales grupos de islas o atolones son las islas Gilbert, las islas Fénix y las islas de la Línea. El 1 de enero de 1995 se movió una sección de la línea internacional de cambio de fecha para incluir en el lado occidental a las islas kiribatianas más orientales, donde ya estaban las demás islas de la nación, a fin de que en todo el país fuera el mismo día. De las 33 pequeñas islas que conforman al país, 20 se encuentran deshabitadas.
El área total del país es de 717 km², lo que equivale a cuatro veces el tamaño de la ciudad de Washington D. C., y sus costas miden 1143 km de largo, aunque no comparte fronteras con ningún país. El punto más alto se encuentra en Banaba y alcanza los 81 m s. n. m., mientras que el punto más bajo es al nivel del mar. 
Kiribati incluye a Kiritimati (también conocida como isla de Navidad, en las islas de la Línea), el mayor atolón coralino (en términos de superficie, no de dimensiones) del mundo, y a Banaba, una de las tres grandes islas rocosas con fosfatos en el Pacífico — las otras islas de este tipo son Makatea en la Polinesia Francesa, y Nauru.
La mayor parte de las tierras en estas islas no supera los dos metros sobre el nivel del mar. Un reporte de la ONU de 1989 identificó a Kiribati como uno de los países que podría desaparecer por completo en el siglo XXI si no se toman las medidas pertinentes para combatir el cambio climático.
Debido a una tasa de crecimiento poblacional de más del 2 % y la sobrepoblación alrededor de la capital, Tarawa, un programa de migración fue iniciado en 1989 para trasladar a cerca de 5000 habitantes a otros atolones periféricos, principalmente en las islas de la Línea. Un programa de reasentamiento de las islas Fénix comenzó en 1995.

## Clima

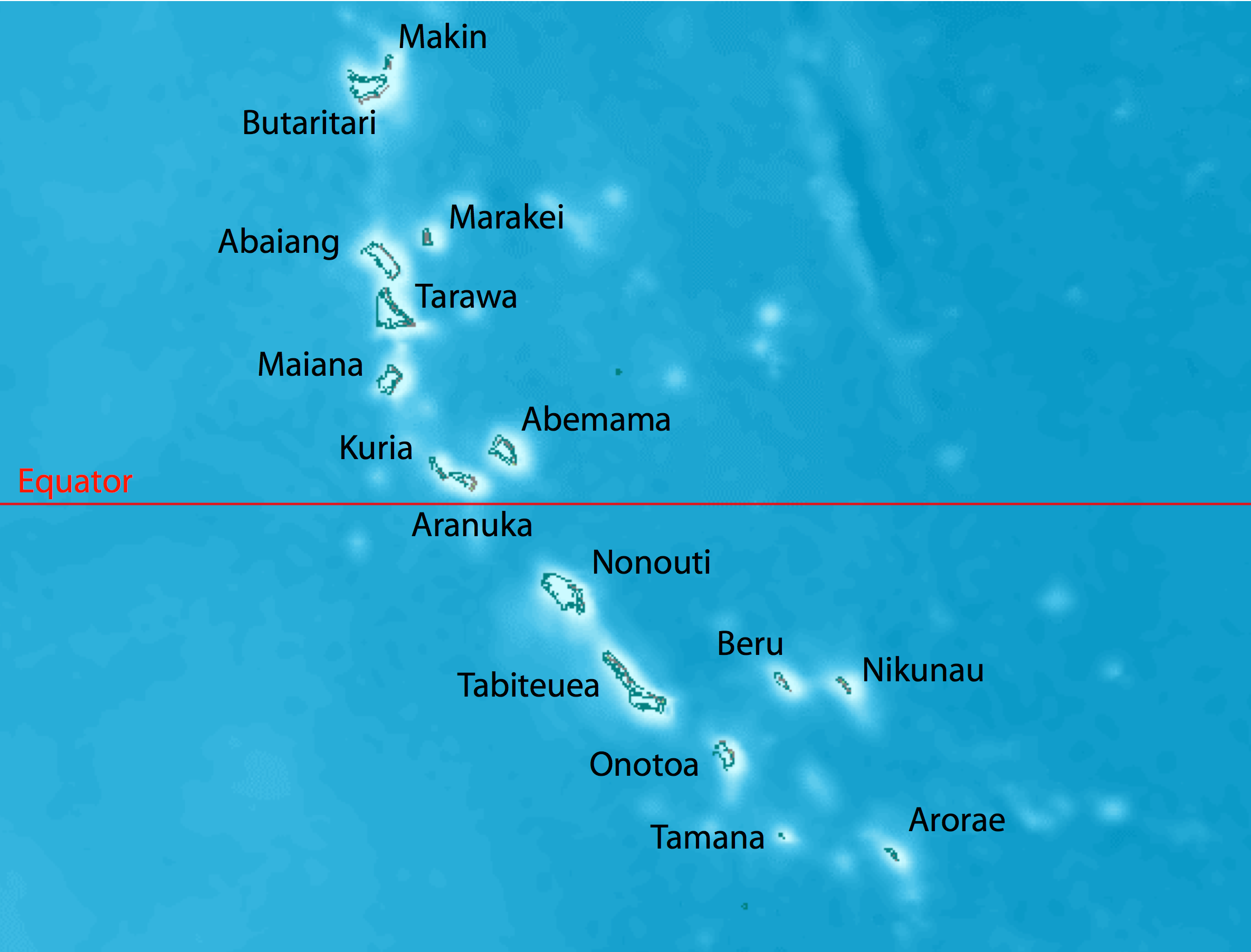
Islas Gilbert

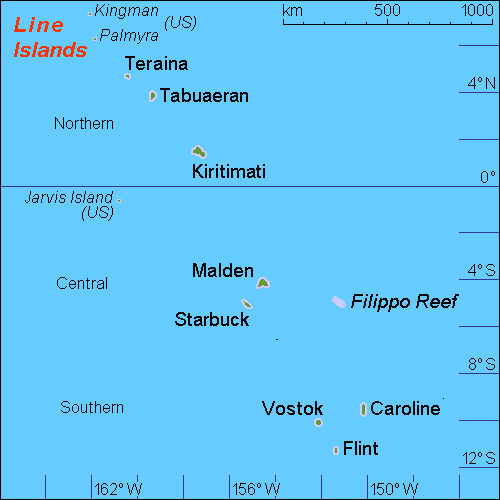
Islas de la Línea

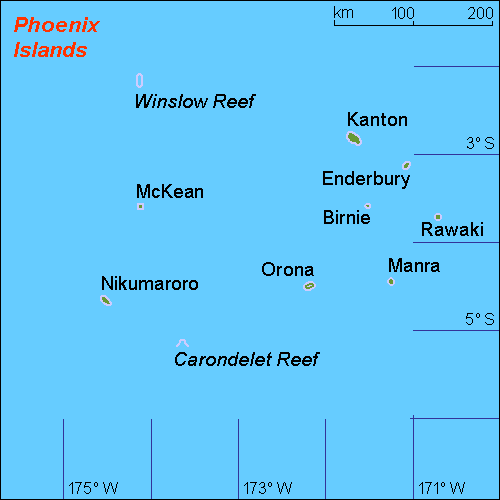
Islas Fénix

El clima de la región es predominantemente tropical, es decir, cálido con vientos moderados, con diferencias considerables en las lluvias por su situación en torno al ecuador y su gran amplitud. Mientras las lluvias son generosas en la parte occidental, en la zona central a lo largo del ecuador y en la zona oriental, una corriente fría procedente del este, que puede llegar desde Sudamérica como prolongación de la corriente de Humboldt, provoca un clima más árido. Las temperaturas oscilan entre 25 y 31.oC, y el agua del mar se mantiene entre 28 y 29.oC todo el año. 
En las islas Gilbert, al oeste, las lluvias están repartidas a lo largo de todo el año, con una estación relativamente más húmeda de diciembre a abril, y una menos lluviosa de mayo a noviembre. En Tarawa Sur, en el atolón de Tarawa, caen 1940 mm bien repartidos, con un máximo de 260 mm en enero y un mínimo de 110 mm en septiembre-octubre. 
Las islas Fénix, casi deshabitadas, son más áridas; en el único atolón habitado, Cantón, caen 500 mm, con menos lluvia de octubre a febrero.
En las islas de la Línea, o Espóradas ecuatoriales, que se extienden a lo largo de más de 2400 km de noroeste a sudeste, la lluvia depende de la zona. En el centro, en la isla Malden, justo al sur del ecuador, caen 450 mm anuales, y solo pasan de 100 mm en abril y mayo. En la isla de Kiritimati, el mayor atolón del mundo con 388 km², justo al norte del ecuador, caen 1050 mm anuales de media, con lluvias de más de 100 mm en enero, marzo y abril, y menores de 50 mm entre septiembre y diciembre. Más al norte, sobre la zona de Convergencia Intertropical, las lluvias aumentan. En la isla de Tabuaeran o Fanning, caen 2100 mm, con menos de 100 mm entre septiembre y noviembre. Teraina, más al norte, es aún más lluviosa. Los atolones más occidentales, Palmyra y Kingman, tienen clima ecuatorial, cálido y húmedo todo el año. En las islas meridionales, Vostok, Caroline y Flint, las lluvias, intermedias, superan ligeramente los 1000 mm.
La escasa elevación sobre el nivel del mar de muchas de las islas las hacen muy susceptibles ante el crecimiento de la marea.
Ante el temor de que el cambio climático algún día elimine toda su nación insular, los gobernantes de Kiribati estudian un plan insólito, trasladar a toda la población a Fiyi.
Kiribati negocia la compra de una zona de 20 kilómetros cuadrados de extensión en la mayor y más montañosa de las islas del archipiélago de Fiyi, Viti Levu, para alojar allí a 103 mil kiribatianos en el caso de que se cumplan los fatídicos pronósticos de los expertos, explicó Filimoni Kau, su secretario de Tierras y Recursos Minerales.

#### Ciclones
Puede haber ciclones tropicales en cualquier época del año, usualmente entre marzo y noviembre, además de tornados ocasionales. Los ciclones se forman en la zona del ecuador, sobre las islas; cuando provocan olas muy altas y estas se combinan con mareas elevadas, hay graves problemas, como sucedió en Tarawa con el ciclón Tia en noviembre de 1991 y con el ciclón Pam en marzo de 2015. El sur de las islas de la Línea está en el límite donde se forman los ciclones, en el periodo de noviembre a abril, aunque en esta zona son raros.

#### El Niño y la Niña
Kiribati está en una zona muy influenciada por las corrientes oceánicas. Cuando El Niño aparta el agua fría hacia el este, el clima se vuelve más cálido y húmedo de lo normal. Mientras que con la Niña, con la llegada de agua fría desde las costas de Sudamérica, el clima se vuele más frío y seco, provocando sequías recurrentes en los atolones.

## Áreas protegidas de Kiribati

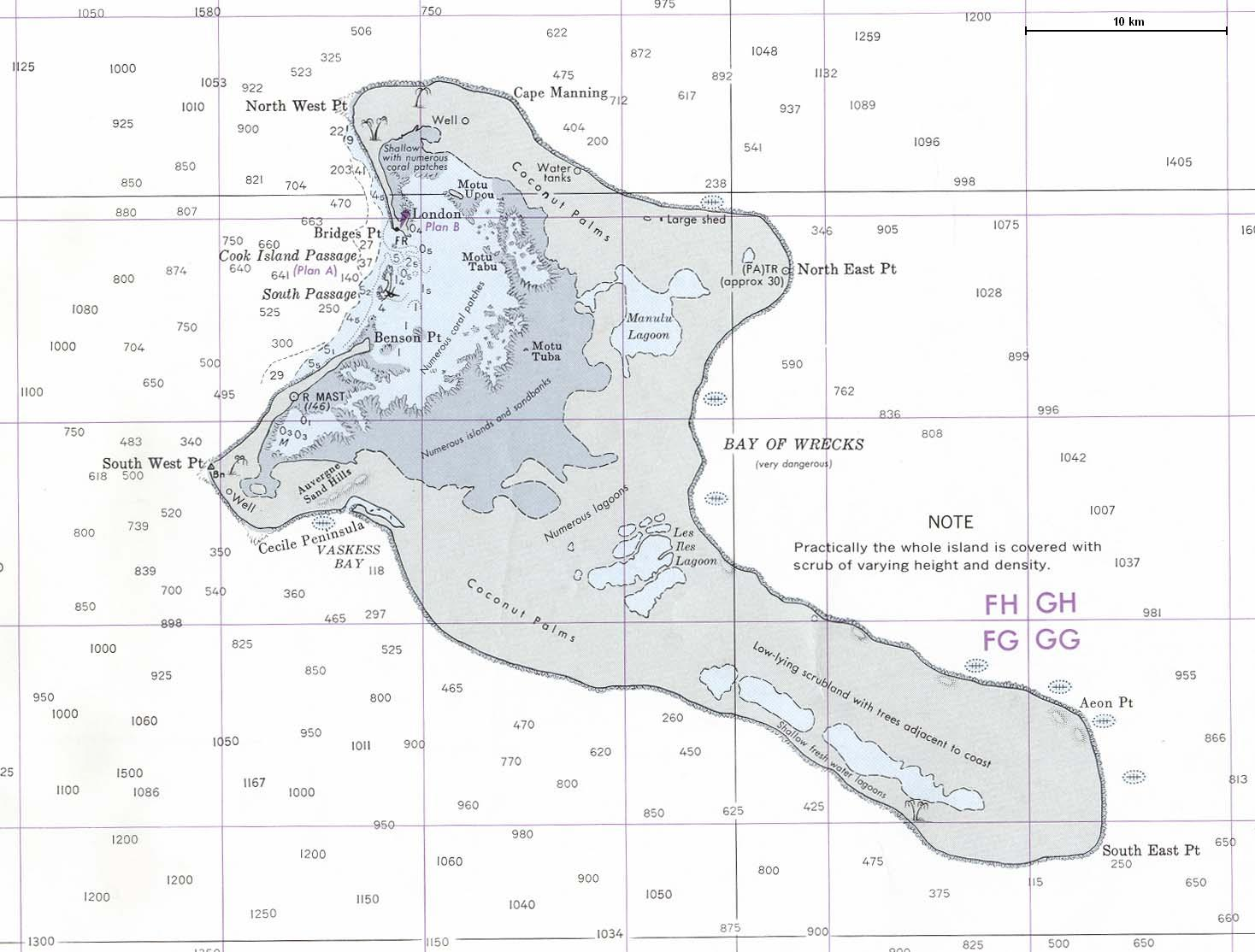
Isla de Kiritimati, con los islotes

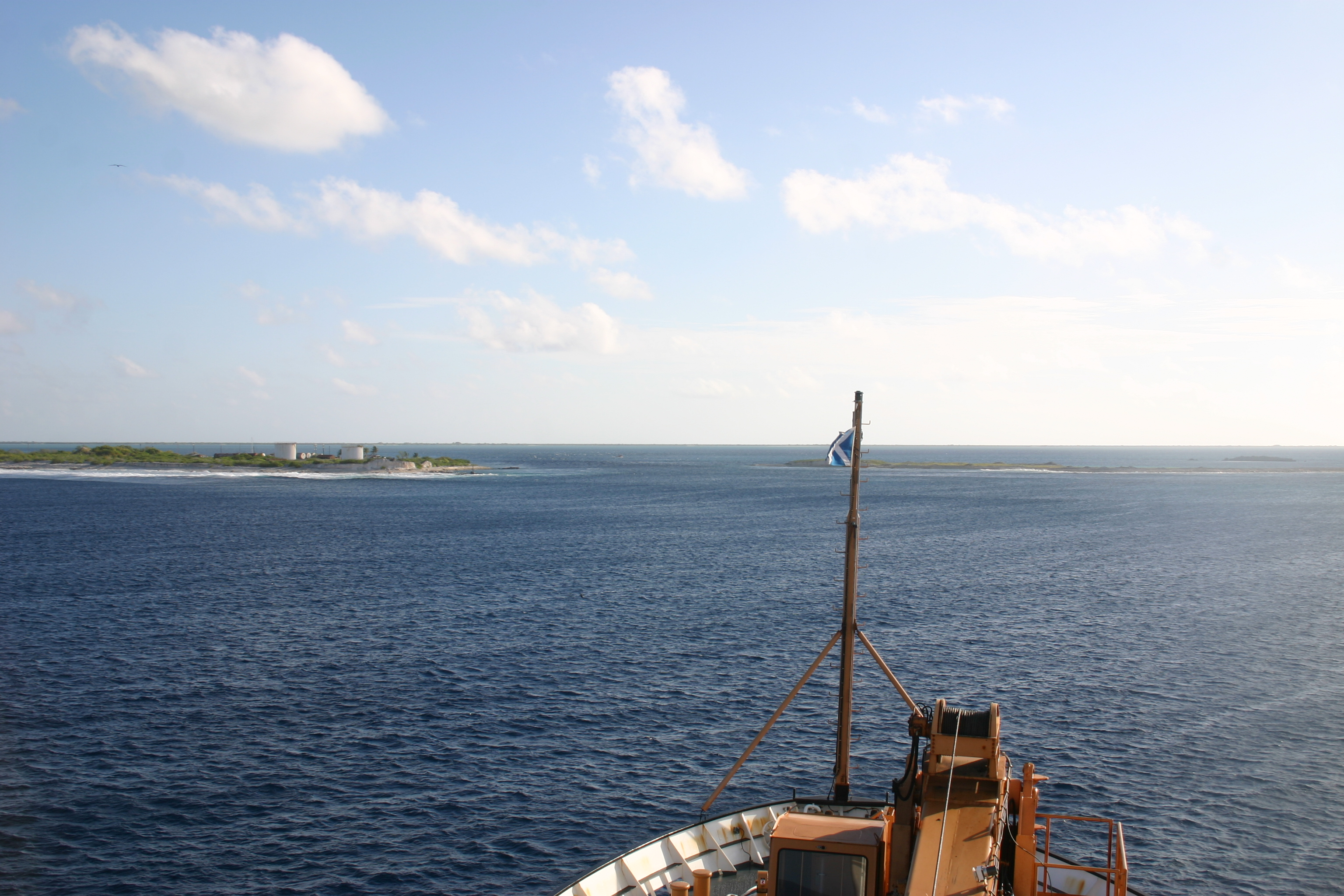
Entrada en la laguna de la isla Kanton, en las islas Fénix

Según la IUCN, en Kiribati hay 13 áreas protegidas que cubren 231 km² de superficie terrestre, el 22,36% de las tierras emergidas del país, y 408.797 km² de áreas marinas, que cubren el 11,82% de los 3.459.130 km² que corresponden al país. En este conjunto hay 1 reserva marina, 1 área protegida, 3 santuarios naturales, 1 reserva de aves, 4 áreas cerradas y 1 área de conservación de usos múltiples. Asimismo, hay 1 sitio patrimonio de la humanidad y 1 sitio Ramsar.
- Área protegida de las islas Fénix o PIPA, unos 408.250 km².[3]

- Reserva marina del atolón de Kiritimati o islas Christmas, 523,7 km². Posee cuatro áreas cerradas:
  - Área cerrada del islote de Cook, 22 km². Parte del atolón de Kiritimati, al noroeste, desconectado.
  - Área cerrada del islote de Motu Tabu, en Kiritimati, 4 ha
  - Área cerrada del islote de Ngaontetaake, en Kiritimati, 26 ha, en la parte oriental de la laguna central, alberga varios cientos de parejas de faetón colirrojo y algunas de fragata pelágica y piquero patirrojo.[4]
  - Área cerrada de Motu Upua, 19 ha, en Kiritimati

- Santuario natural de la isla Starbuck, 162 km², en las islas de la Línea.
- Santuario natural de la isla Vostok, 24 ha, en las islas de la Línea.
- Santuario natural de la isla Malden, 39,3 km², en las islas de la Línea.

- Sitio Ramsar de Tarawa Nooto-Norte, 10,3 km², 01°31′N 173°00′E. En la isla de Tarawa, capital de Kiribati.[5]